# Il grido dell'aquila

Il grido dell'aquila est un film italien réalisé par Mario Volpe et sorti en 1923. Il s'agit du tout premier film de propagande fasciste à être réalisé.

## Synopsis
Le film est découpé en quatre parties dont des épisodes de la Première Guerre mondiale ainsi que des efforts de guerre, la crise morale et matérielle après la victoire, les premières luttes fascistes, aboutissant à l'arrivée au pouvoir de Mussolini.

## Distribution
- Manlio Bertoletti
- Mariano Bottino
- Alfredo Cruichi
- Adriana De Cristoforis
- Dis-le Lombardi
- Giovanni Polli
- Bianca Renieri
- Gustavo Serena
- Giulio Tanfani-Moroni
- Renato Visca